# Vulkaprodrštof
Vulkaprodrštof (njemački: Wulkaprodersdorf, mađarski: Vulkapordány) je trgovište u austrijskoj saveznoj državi Gradišće, administrativno pripada Kotaru Željezno-okolica. Sjedište trgovišta je naselje Prodrštof.

## Stanovništvo
Vulkaprodrštof prema podacima iz 2010. godine ima 1.855 stanovnika. Značajan dio stanovništva čine Hrvati. 
Općina Vulkaprodrštof je naselje u dolini Vulke. Zemljopisno selo Prodrštof leži između Nijuzaljskog jezera na istoku, Rozalije na zapadu, Šopronskim brigima na jugu i Lajtom na sjeveru. Najviša uzvisina je 243 m i pruža pogled do Nijuzaljskoga jezera. Najniža točka (Pielerov malin) iznosi 162 m. Prodrštof ima površinu od 12,22 km.
Zbog povoljnog gospodarsko-zemljopisnog položaja Prodrštof je značajan za promet u regiji. Okolica Prodrštofa je još za vrijeme mlađeg kamenog doba (5000 pr. Kr.) bila naseljena. Za vrijeme Rimskoga Carstva, 400. godine, selo je ležalo na važnoj magistrali (Vincijalna cesta). Na više mjesta u selu bili su rimski dvori, rimski cimitor se našao kod kolodvora, a 1879./'80. nađeno je puno rimskih grobova, kad je izgrađena željeznica.
Latinska povelja iz 1292. godine, najstariji je pismeni dokument za Vulkaprodrštof. Turski prodori 1529. i 1532. su teško pogodili selo, tako da su morali početi naseljavati Hrvate. Još oko 1530. su došli prvi Hrvati u Prodrštof. Od toga trenutka je bilo sve više hrvatskih doseljenika.
Iako je Vulkaprodrštof povijesno i po državnom zakonu pripadao Ugarskoj, stanovništvo je bilo i jezično i ekonomski orijentirano prema Austriji. Na kraju Drugoga svjetskoga rata, stanovništvo se u tajnom glasanju većinski odlučilo za autonomnu “Njemačku Zapadnu Ugarsku”. Za vrijeme između dva rata i za vrijeme Prvoga svjetskoga rata je ekonomsko stanje općine bilo jako teško. Tako da se život u općini počeo tek potiho normalizirati. Najvažniji projekti su bili postavljanje vodovoda i izgradnja kanalizacije. Danas je Vulkaprodrštof centrala “Vodnog Društva Vulkadoline”. Da se mladi ljudi ne bi iselili, sagrađene su zgrade za stanovanje. Na svečanosti 700 godina postojanja općina Vulkaprodrštof 21. lipnja 1992. dobila je pravo na naziv “Marktgemeinde”.

## Poznati
- Ivan Dobrović, hrv. pedagoški i povijesni pisac
- Grgo Gusić, hrv. pučki pjesnik
- Jakov Dobrović, hrv. folklorist, melograf i zborovođa

## Vanjske poveznice
- Internet stranica naselja